# 京都府道142号沓掛西大路五条線
京都府道142号沓掛西大路五条線（きょうとふどう142ごう くつかけにしおおじごじょうせん）は、京都府京都市西京区から京都市右京区に至る一般府道である。

## 概要
京都市西京区大枝沓掛町から京都市右京区西院南高田町に至る。西大路通以西の区間は八条通とも呼ばれ、七条通と合流して以西の区間は概ね近世からの山陰街道の道筋にあたる。桂バイパスが供用される以前は国道9号に指定されていた。
1994年（平成6年）4月1日の京都府道の路線番号整理により路線番号が142となった。それ以前の一般府道としての整理番号は283であった。

### 路線データ
- 起点：京都市西京区大枝沓掛町22番地の27地先[2]（国道9号交点）
- 終点：京都市右京区西院南高田町21番地地先[2]（西大路五条交差点、国道9号交点、国道162号起点、京都市道181号京都環状線上）
- 総延長：9,437.8メートル[2]

## 路線状況

### 重複区間
- 京都市道184号宇多野吉祥院線（京都市右京区西京極橋詰町・桂小橋交差点 - 京都市右京区西京極橋詰町・葛野大路八条交差点）
- 京都市道181号京都環状線（京都市下京区七条御所ノ内本町・西大路八条交差点 - 京都市右京区西院南高田町・西大路五条交差点（終点））

### 道路施設

#### 橋梁
- 桂大橋（桂川、京都市西京区 - 京都市右京区）

## 地理

### 通過する自治体
- 京都市（西京区 - 右京区 - 南区 - 下京区 - 右京区）

### 交差する道路
| 交差する道路                                                      | 市町村名 | 市町村名 | 交差する場所     | 交差する場所            |
| ----------------------------------------------------------------- | -------- | -------- | ---------------- | ----------------------- |
| 国道9号 / 山陰道                                                  | 京都市   | 西京区   | 大枝沓掛町       | 起点                    |
| 京都府道201号中山稲荷線                                           | 京都市   | 西京区   | 大枝中山町       | 山陰街道中山交差点      |
| 国道9号 / 山陰道                                                  | 京都市   | 西京区   | 樫原秤谷町       | 樫原秤谷交差点          |
| 京都府道・大阪府道67号西京高槻線 / 嵯峨街道・物集女街道           | 京都市   | 西京区   | 樫原宇治井町     | 樫原交差点              |
| 京都府道139号桂停車場線                                           | 京都市   | 西京区   | 桂木ノ下町       |                         |
| 京都府道123号水垂上桂線                                           | 京都市   | 西京区   | 桂浅原町         | 桂橋西詰交差点          |
| 京都府道801号京都八幡木津自転車道線                               | 京都市   | 右京区   | 西京極東中島町   | [ 注釈 2 ]              |
| 京都市道184号宇多野吉祥院線 / 天神川通 重複区間起点               | 京都市   | 右京区   | 西京極橋詰町     | 桂小橋交差点            |
| 京都市道184号宇多野吉祥院線 / 天神川通 重複区間終点               | 京都市   | 右京区   | 西京極橋詰町     | 葛野大路八条交差点      |
| 京都市道181号京都環状線 / 西大路通 重複区間起点                   | 京都市   | 下京区   | 七条御所ノ内本町 | 西大路八条交差点        |
| 京都府道113号梅津東山七条線                                       | 京都市   | 下京区   | 西七条北衣田町   | 西大路七条交差点        |
| 国道9号 国道162号 京都市道181号京都環状線 / 西大路通 重複区間終点 | 京都市   | 右京区   | 西院南高田町     | 西大路五条交差点 / 終点 |

### 交差する鉄道
- 阪急京都本線

### 沿線
- 京都成章高等学校
- 桓武天皇御母御陵（高野新笠大枝陵）
- 京都市立大枝小学校
- 京都経済短期大学
- 維新殉難志士の墓（禁門の変の際、樫原札の辻で斬られた長州集議隊士らの墓）
- 樫原本陣跡
- 樫原札の辻（京都府道・大阪府道67号西京高槻線との交差点）
- 西京消防署
- 京都市川島保育所
- 阪急京都本線・阪急嵐山線 桂駅
- 京都市立川岡小学校
- 本願寺西山別院
- 西山幼稚園
- 京都市立桂東小学校
- 京都桂郵便局
- 桂地蔵寺
- 桂離宮
- 中村軒
- 京都市立西京極西小学校
- 京都中央信用金庫 葛野支店
- ニュードライバー教習所
- 土山印刷
- 堀場製作所
- 祥豊保育園
- 八条幼稚園
- 若一神社